# Яцкая, Оксана Александровна
Оксана Яцкая (род. 22 сентября 1978 года, Урджар, Восточно-Казахстанская область, Казахская ССР) — казахстанская лыжница, участница четырёх Олимпиад, семикратная чемпионка Азиатских игр, призёрка Универсиады. Универсал, одинаково успешно выступает и в спринтерских и в дистанционных гонках. Мастер спорта Республики Казахстан международного класса

## Карьера
В Кубке мира Яцкая дебютировала в 1995 году, в ноябре 2001 года первый раз попала в десятку лучших на этапе Кубка мира. Всего на сегодняшний момент имеет 24 попадания в десятку лучших на этапах Кубка мира, 19 в командных соревнованиях и 5 в личных. Лучшим достижением Яцкой в общем итоговом зачёте Кубка мира является 30-е место в сезоне 2003-04.
На Олимпиаде-1998 в Нагано заняла 40-е место в гонке на 30 км коньком, 27-е место в гонке на 5 км классикой, 32-е место в гонке на 15 км классикой, 39-е место в гонке преследования на 15 км и 12-е место в эстафете.
На Олимпиаде-2002 в Солт-Лейк-Сити стартовала в пяти гонках: масс-старт 15 км — 25-е место, 10 км классикой — 24-е место, гонка преследования на 10 км — 15-е место, 30 км классикой 17-е место и эстафета — 11-е место.
На Олимпиаде-2006 в Турине показала следующие результаты: дуатлон 7,5+7,5 км — 41-е место, командный спринт — 9 место, спринт - 46-е место, масс-старт 30 км — 15-е место, эстафета — 13 место.
На Олимпиаде-2010 в Ванкувере стала 39-й в гонке на 10 км коньком, 32-й в спринте, 33-й в дуатлоне, 11-й в командном спринте, 18-й в масс-старте на 30 км и 9-й в эстафете.
За свою карьеру принимала участие в семи чемпионатах мира, лучший результат 4-е место в эстафете на чемпионате мира-2003, а в личных соревнованиях 8-е место в гонке на 30 км классикой на чемпионате мира-2005.
Использует лыжи производства фирмы Fischer, ботинки и крепления Salomon.